# Pacific International Enterprises
Pacific International Enterprises Inc. (krócej: PIE) – amerykańskie przedsiębiorstwo zajmujące się dystrybucją filmów, zostało założone w 1974 przez Arthura R. Dubsa.
Filmy dystrybuowane przez przedsiębiorstwo były stale licencjonowane dla telewizji przez różne kanały, takie jak m.in. HBO, Disney, TNT, CBS oraz w ponad 100 krajach na całym świecie.
Przedsiębiorstwo upadło 30 listopada 2001 po ogłoszeniu upadłości na podstawie rozdziału 7. Założyciel przedsiębiorstwa, Arthur R. Dubs, zmarł w czerwcu 2013. Lionsgate przejęło prawa do dystrybucji płyt DVD, Blu-ray i dystrybucji cyfrowej tytułów.

## Wybrane filmy
| Rok  | Tytuł                               |
| ---- | ----------------------------------- |
| 1974 | Wonder of It All                    |
| 1975 | W imię wolności                     |
| 1975 | Jenny i Toby wśród dzikich zwierząt |
| 1976 | Przez Góry Skaliste                 |
| 1978 | Tam, gdzie niedźwiedzie zimują 2    |
| 1978 | Błękitna płetwa                     |
| 1979 | Traperzy z Los Angeles              |
| 1980 | Opowieść skrzydlatego wiatru        |
| 1983 | Uroczysko                           |
| 1983 | Mystery Mansion                     |